# 鳳東里
鳳東里是位於台灣高雄市鳳山區轄下之一里，位於鳳山區東側。
台灣日治時期最初屬於台南廳小竹上里山仔頂庄，1913年改隸屬鳳山廳，1920年再改為高雄州鳳山郡大寮庄山仔頂庄。國民政府來台後，最初隸屬高雄縣大寮鄉埤頂村，1950年改隸屬鳳山鎮，並更名為埤頂里；直到1982年鳳東里才從埤頂里分出，單獨設置。